# Adenor Leonardo Bacchi
Adenor Leonardo Bacchi (Caxias do Sul, 25 mei 1961), beter bekend als Tite, is een Braziliaans voetbaltrainer en voormalig voetballer. Als trainer behaalde Tite grote successen met Internacional, Corinthians en Brazilië.

## Carrière als speler
Tite, een verdedigende middenvelder, debuteerde in 1978 in het eerste elftal van het plaatselijke Caxias. Na korte verblijven bij de clubs Clube Esportivo en Portuguesa belandde hij in 1985 bij Guarani. Met die club werd Tite in 1986 vicekampioen in de Série A, een jaar later vicekampioen in de Copa União en in 1988 vicekampioen het Campeonato Paulista. Als gevolg van enkele knieblessures zette de middenvelder 28-jarige leeftijd een punt achter zijn spelerscarrière.

## Carrière als trainer

### Beginjaren
In 1990 startte Tite zijn loopbaan als trainer. Hij ging aan de slag bij het bescheiden Guarany de Garibaldi, dat hij al snel inruilde voor zijn ex-club Caxias. Van 1992 tot 1995 was hij werkzaam bij Veranópolis, waar hij in 1998 na een kort verblijf bij Ypiranga en Juventude terugkeerde.
In 1999 belandde Tite opnieuw bij Caxias. Met die club boekte hij een jaar later zijn eerste succes. Het team van Tite won het Campeonato Gaúcho, een toernooi dat doorgaans gewonnen wordt door de topclubs Grêmio en Internacional. In de finale versloeg het bescheiden Caxias het Grêmio van stervoetballer Ronaldinho.

### Grêmio
De overwinning leverde Tite in 2001 een overstap naar topclub Grêmio op. Onder zijn leiding won de club het Campeonato Gaúcho en de Copa do Brasil. Vooral het veroveren van de Copa, de eerste nationale trofee uit zijn loopbaan, oogstte lof. Op weg naar de finale schakelde Grêmio achtereenvolgens Fluminense, São Paulo en Coritiba uit. In de finale werd het Corinthians van Müller en Marcelinho verslagen.
In 2002 werd de club nog derde in zowel het Campeonato Brasileiro als de CONMEBOL Libertadores, maar een jaar later waren de resultaten teleurstellend en werd de samenwerking met Tite stopgezet.

### São Caetano
In 2003 ging de inmiddels 42-jarige trainer aan de slag bij São Caetano. Hij kreeg de opdracht om zich te kwalificeren voor de CONMEBOL Libertadores. Onder zijn leiding eindigde de club op de vierde plaats in het klassement, waardoor het rechtstreeks geplaatst was voor de CONMEBOL Libertadores. Op dat toernooi loodste Tite zijn elftal naar de kwartfinale, waarin het na strafschoppen werd uitgeschakeld door Boca Juniors.
Na zijn ontslag in 2004 trainde Tite voor het eerst Corinthians. Nadien belandde hij bij Atlético Mineiro en Palmeiras alvorens in 2007 in te gaan op een aanbod van Al-Ain. Bij de club uit Abu Dhabi volgde hij in 2007 de Italiaan Walter Zenga op.

### Internacional
In 2008 werd Tite aangenomen bij topclub Internacional, hoewel supporters hem liever niet zagen komen omwille van zijn verleden bij stadsrivaal Grêmio. Maar de aanstelling van de Braziliaan bleek een slimme zet. In zijn eerste jaar loodste hij Internacional naar de eindzege in de CONMEBOL Sudamericana 2008. In de finale versloeg zijn team het Argentijnse Estudiantes over twee wedstrijden met 2–1, dankzij doelpunten van Alex en Nilmar.
In 2009 won Tite opnieuw het Campeonato Gaúcho. In de finale won Inter met 8-1 van zijn ex-club Caxias. Datzelfde jaar bereikte de club ook de finale van de Copa do Brasil, maar moest daarin zijn meerdere erkennen in Corinthians. In de intercontinentale Suruga Bank Championship trok Internacional wel aan het langste eind. De club won het toernooi door in de finale met 2–1 te winnen van het Japanse Oita Trinita.
In de tweede helft van 2009 gingen de prestaties van Internacional erop achteruit. Op 5 oktober 2009 werd Tite ontslagen.

### Corinthians
De Braziliaanse trainer was vervolgens even werkzaam bij Al-Wahda. Maar bij de club uit Abu Dhabi werd hij al snel weggeplukt door zijn vroegere werkgever Corinthians. De club haalde Tite in 2010 terug naar Brazilië om Adílson Batista op te volgen.
Bij Corinthians kende Tite drie succesvolle jaren, hoewel hij een moeilijke start kende. Tite volgde Batista op na een reeks van tien wedstrijden zonder zege. De club won in 2010 geen prijs, maar wist zich wel te kwalificeren voor de voorrondes van de CONMEBOL Libertadores. In die voorrondes presteerde Corinthians ondermaats. Het team van Tite werd verrassend uitgeschakeld door het Colombiaanse Deportes Tolima. Tot grote ergernis van de supporters van Corinthians behield voorzitter Andrés Sanchez het vertrouwen in zijn trainer. Enkele dagen later kondigde Corinthians-aanvaller en gewezen Ballon d'Or-winnaar Ronaldo zijn afscheid als voetballer aan. Jucilei en oud-wereldkampioen Roberto Carlos maakten niet veel later de overstap naar Anzji Machatsjkala, terwijl Bruno César naar Benfica en Dentinho naar Sjachtar Donetsk verhuisden. Om de leegloop bij Corinthians op te vangen, overtuigde Tite de Braziliaans-Portugese middenvelder Liédson van Sporting CP om terug te keren.
Tite herstelde het vertrouwen door in 2011 de finale van het Campeonato Paulista te bereiken. In de finale werd Corinthians verslagen door Santos, dat het toernooi zo voor het tweede jaar op rij won. Datzelfde jaar was Corinthians wel succesvol in het Campeonato Brasileiro. Tite veroverde zijn tweede landstitel en werd geprezen om zijn tactische ingrepen tijdens moeilijke wedstrijden. Zo zette hij onder meer aanvoerder Chicão uit de ploeg voor de derby tegen São Paulo.
In 2012 nam Tite sportieve wraak voor de vroege uitschakeling in de CONMEBOL Libertadores van 2011; ditmaal leidde hij zijn team naar de finale van het toernooi. Corinthians, dat onderweg geen enkele wedstrijd verloor, versloeg in de finale Boca Juniors. Door de eindzege mochten Tite en zijn spelers een jaar later deelnemen aan het FIFA WK voor clubs (Engels: FIFA Club World Cup). Corinthians schakelde in de halve finale het Egyptische Al-Ahly uit en mocht het in de finale opnemen tegen UEFA Champions League-winnaar Chelsea. Corinthians won de prestigieuze wedstrijd met 1–0 dankzij een kopbal van de Peruviaanse spits José Paolo Guerrero.
Hoewel Corinthians in 2013 het Campeonato Paulista en de CONMEBOL Recopa won en onder meer aanvaller Alexandre Pato mocht verwelkomen, was het geen goed jaar voor het team van Tite. In de CONMEBOL Libertadores, de Copa do Brasil en Série A presteerde de club ondermaats. Op 14 november 2013 nam Tite afscheid van Corinthians, om daar later toch weer terug te keren.

### Brazilië
De Braziliaanse voetbalbond stelde Tite op 15 juni 2016 aan als bondscoach van het nationaal elftal, als opvolger van de die dag eerder weggestuurde Dunga. Dunga werd de laan uitgestuurd na de blamage bij het toernooi om de Copa América 2016. De vijfvoudig wereldkampioen strandde onder zijn leiding in de groepsfase na interlands tegen Haïti (7–1 winst), Ecuador (0–0 gelijkspel) en Peru (1–0 nederlaag).

## Erelijst
Als trainer
 Veranópolis
- Campeonato Gaúcho Série A2 (1): 1993

 Caxias
- Campeonato Gaúcho (1): 2000

 Grêmio
- Campeonato Gaúcho (1): 2001
- Copa do Brasil (1): 2001

 Internacional
- CONMEBOL Sudamericana (1): 2008
- Campeonato Gaúcho (1): 2009
- Suruga Bank Championship (1): 2009

 Corinthians
- Campeonato Brasileiro Série A (1): 2011
- CONMEBOL Libertadores (1): 2012
- FIFA Club World Cup (1): 2012
- CONMEBOL Recopa (1): 2013
- Campeonato Paulista (1): 2013

 Brazilië
- CONMEBOL Copa América (1): 2019

Individueel als trainer
- Prêmio Craque do Brasileirão (Campeonato Brasileiro Série A Trainer van het Jaar): 2015

## Trivia
- Tite studeerde Lichamelijke Opvoeding en kreeg in de jaren 70 les van streekgenoot Luiz Felipe Scolari. Als trainer zouden de twee elkaar later nog regelmatig tegenkomen.[1] Op 14-jarige leeftijd nam Tite, toen nog bekend als Adenor of Ade, het in een scholentoernooi op tegen Cristovão Mendonza, een team dat getraind werd door Scolari. Adenor speelde in die wedstrijd aan de zijde van een jongen die bekendstond als Tite. Scolari haalde de twee namen door elkaar en bood Adenor als Tite aan bij Caxias, de club waar Scolari als speler actief was. Eind jaren 70 werden Adenor, inmiddels bekend als Tite, en Scolari nog even ploeggenoten bij Caxias.[2]
- Tite is getrouwd en heeft een dochter en een zoon.
- Tite staat bekend om zijn retorisch talent. Van journalist Milton Neves kreeg hij ooit de bijnaam "De Adelaar van Den Haag van de Pampa's". De bijnaam "Adelaar van Den Haag" is een verwijzing naar de Braziliaanse politicus Ruy Barbosa, die in 1907 betrokken was bij de Haagse Vredesconferentie.

1 Alisson ·
2 Thiago Silva ·
3 Miranda ·
4 Geromel ·
5 Casemiro ·
6 Filipe Luís ·
7 Douglas Costa ·
8 Renato Augusto ·
9 Gabriel Jesus ·
10 Neymar ·
11 Coutinho ·
12 Marcelo  ·
13 Marquinhos ·
14 Danilo ·
15 Paulinho ·
16 Cássio ·
17 Fernandinho ·
18 Fred ·
19 Willian ·
20 Firmino ·
21 Taison ·
22 Fagner ·
23 Ederson ·
Coach: Tite
1 Alisson ·
2 Thiago Silva ·
3 Miranda ·
4 Marquinhos ·
5 Casemiro ·
6 Filipe Luís ·
7 Neres ·
8 Arthur ·
9 Gabriel Jesus ·
10 Willian ·
11 Coutinho ·
12 Alex Sandro ·
13 Dani Alves  ·
14 Militão ·
15 Allan ·
16 Cássio ·
17 Fernandinho ·
18 Paquetá ·
19 Éverton ·
20 Firmino ·
21 Richarlison ·
22 Fagner ·
23 Ederson ·
Coach: Tite
1 Alisson ·
2 Danilo ·
3 Thiago Silva  ·
4 Marquinhos ·
5 Casemiro ·
6 Alex Sandro ·
7 Paquetá ·
8 Fred ·
9 Richarlison ·
10 Neymar ·
11 Raphinha ·
12 Weverton ·
13 Dani Alves ·
14 Militão ·
15 Fabinho ·
16 Telles ·
17 Guimarães ·
18 Jesus ·
19 Antony ·
20 Vinícius ·
21 Rodrygo ·
22 Ribeiro ·
23 Ederson ·
24 Bremer ·
25 Pedro ·
26 Martinelli ·
Coach: Tite